# بيل باكستر
بيل باكستر (بالإنجليزية: Bill Baxter)‏ (21 سبتمبر 1924 في المملكة المتحدة - 9 نوفمبر 2002 في المملكة المتحدة) هو مدرب كرة قدم ولاعب كرة قدم بريطاني (وحمل سابقاً جنسية المملكة المتحدة لبريطانيا العظمى وأيرلندا) في مركز نصف الجناح. لعب مع أستون فيلا ووولفرهامبتون واندررز.